# Испански мастиф
Испанският мастиф (на испански: Mastín Español) е порода куче, произхождащо от Испания. Това куче е създадено като овчарско и като куче пазач, с цел да защитава добитъка от вълци и други хищници.

## История на породата
Смята се, че испанският мастиф произхожда от гръцки кучета, внесени в Испания от морски търговци около 1000 г. пр. Хр. Гърците използвали подобни кучета в бой заради тяхната сила и устойчивост.
При завладяването на Америка, испанските конкистадори използвали испански мастифи и други молоси в битка срещу местните племена, като ацтеките и маите. Тези специално обучени кучета всявали истински страх в индианците заради своята сила и свирепост.

## Външен вид
Испанският мастиф е едро и мощно куче, подобно по външен вид на другите молосоидни породи. То има голяма крепка глава, гънки по кожата и двойна гуша на шията.
Мъжките от тази порода са най-малко 77 cm високи при холката и като тегло варират между 50 и 65 кг. Женските са високи най-малко 72 cm, и тежат 50 – 60 кг.
Испанският мастиф има издължена в сравнение с други молоси муцуна. Козината му най-често е червеникава или светлобежова, но се срещат и други варианти на разцветка.